# Tendence
Tendence.ru (ryska: ООО «Тенденция») ett ryskt webbhotell. Företaget har tillhandahållit tjänster sedan 2006, dess huvudkontor ligger i Moskva. Företaget är skaparen av Rysslands första ryskspråkiga barns webbläsare.

## Historia
Företaget grundades 2006 och är baserat i Moskva. Organisationen tillhandahåller företagsposttjänster, posthosting, Anti-spam och virusskydd, VPS virtuell serverhosting och adresspaket e-post.
År 2007 började företaget utveckla E-Nigma-projektet. Projektet med ett system för fjärrlagring och utbyte av konfidentiell information är uppkallad efter den tyska Enigma-krypteringsmaskinen. Systemet för fjärrlagring och utbyte av konfidentiell information bygger på asymmetrisk kryptografi baserat på ett system med offentliga och privata nycklar.
Företaget är ackrediterat av Ryska federationens ministerium för Digital utveckling, kommunikation och massmedia, Det ingår i registret över organisationer som arbetar inom informationsteknik.